# Ginshachia elongata
Ginshachia elongata är en fjärilsart som beskrevs av Matsumura 1929. Ginshachia elongata ingår i släktet Ginshachia och familjen tandspinnare. Inga underarter finns listade i Catalogue of Life.